# Прапор Денишів
Пра́пор Дениші́в — офіційний символ села Дениші Житомирського району Житомирської області, затверджений рішенням Денишівської сільської ради.

## Опис
Прямокутне полотнище з співвідношенням сторін 2:3 розділене білою тонкою хвилястою лінією на червону і синю частини у співвідношенні 3:1. На верхній частині в центрі трилисник із трьох жовтих дубових листків і двох жолудів.